# 演戲家族
演戲家族，香港專業劇團，1991年成立，由香港演藝學院畢業生組成。1999年起獲香港藝術發展局資助。近年作品多為香港本土原創的音樂劇。經常合作之演員包括林小寶、譚偉權、杜雯惠等，亦曾邀請藝人倫永亮、陳潔靈、張繼聰和劉雅麗、羅敏莊、鄭佩佩、鄭欣宜、林曉峰參與演出。近年專注於音樂劇製作，在音樂劇方面的成績斐然，被譽為香港旗艦音樂劇團。

## 理念
自 1999 年起，獲香港藝術發展局資助；本著劇場為「家」、香港人為本的精神，以圓熟細膩的表演風格，創作反映社會面貌的作品，取材源自生活，貼近群眾，藉著作品的藝術價值和觀眾的認同，致力推動普及與藝術並重的原創音樂劇發展，讓城市及生活更加美好。
近年，演戲家族為傳承及鼓勵音樂劇創作，舉辦了不同的寫作人才培育工作坊，更為全新作品從創作、試演至公演提供製作平台，期望為優秀的華語音樂劇建立持續發展的基礎和健康理想的成長環境。
自 2000 年起，專注開拓本地原創粵語音樂劇，創作及改編多齣膾炙人口的經典作品。除本地創作外，演戲家族更積極將香港優秀的作品帶到國內巡演；近年多次獲邀到大灣區，包括佛山、順德、東莞、廣州、深圳、澳門演出，為國內觀眾呈獻原汁原味的港式音樂劇，獲得媒體廣泛報導及觀眾一致好評，為兩地的戲劇藝術作出真誠的交流。

## 近年作品
- 《快感生活》、《談情說愛》、《狷窿狷罅擒高擒低》、《沒有童話的秋天》、《徘徊在纏綿時份》、《揹著書包上學去》(獲香港舞台劇獎十大最受歡迎劇目)
- 2000年：音樂劇《遇上1941的女孩》(獲香港舞台劇獎十大最受歡迎劇目及最佳女主角，首演曾獲最佳創作音樂)，首演於1993及1994年、舞台劇《人盡‧訶夫》(獲香港舞台劇獎十大最受歡迎劇目)
- 2001年：舞台劇《飛越愛河橋》、音樂劇《邊城》（獲香港舞台劇獎最佳整體演出、最佳男、女主角、最佳創作音樂及十大最受歡迎製作；2004年與香港舞蹈團合作重演，2007年三度公演）、《蛋散與豬扒》(獲香港舞台劇獎最佳女配角及十大最受歡迎製作)
- 2002年：舞台劇《飛越愛河橋》重演、音樂劇《K城》(獲香港舞台劇獎十大最受歡迎劇目)、小音樂劇場《戀愛輕飄飄》（試管版）
- 2003年：舞台劇《今夜芳華正茂》(由周旭明編劇)、音樂劇《四川好人》參與國際綜藝合家歡
- 2004年：音樂劇《四川好人》重演 (獲香港舞台劇獎最佳整體演出、最佳女主角、最佳創作音樂、最佳服裝設計、現場觀眾最喜愛整體演出及十大最受歡迎劇目)，音樂劇《邊城》與香港舞蹈團合作重演
- 2005年：多媒體音樂劇場《半邊人》、舞台劇《小冬校園與森林之夢》(改編自董啟章小說)
- 2006年：音樂劇《白蛇新傳》[5]（香港藝術節委約演出）(獲香港舞台劇獎最佳創作音樂)、舞台劇《不如跳跳舞》、舞台劇《粉腸．蜥蜴．大S》
- 2007年：音樂劇《邊城》與香港舞蹈團合作2007年三度公演、音樂劇場《阿森與莎莉的花far世界》[6]，前身為小音樂劇場製作《戀愛輕飄飄》
- 2008年：音樂劇場《花far世界》重演、音樂劇《雪后》(獲香港舞台劇獎最佳男配角)、小音樂劇場《戀愛輕飄飄》參與上海當代戲劇季
- 2009年：小音樂劇場《車你好冇》、音樂劇《我愛Laughing媽》 參與國際綜藝合家歡、小音樂劇場《戀愛輕飄飄》（無‧窮版）赴廣州演出、音樂劇《一屋寶貝》[7] [8]（改編自日本小說《在雨和夢之後》；獲第十九屆香港舞台劇獎「最佳整體演出」、「最佳創作音樂」、「最佳音響設計」及「十大最受歡迎製作」）
- 2010年：小音樂劇場《戀愛輕飄飄》 (回歸版)、音樂劇《一屋寶貝》載譽重演
- 2011年：音樂劇《一屋寶貝》澳門公演及三度公演、音樂劇《四川好人》三度公演、與澳門戲劇農莊合作音樂劇《車你好冇》於香港及澳門巡演、於深圳灣藝穗節上演音樂劇《戀愛輕飄飄》校園版、《一屋寶貝》獲第二十屆香港舞台劇獎「歷年最入心劇目」
- 2012年：《戀愛輕飄飄》至冧版於廣州上演、音樂劇場《星夢塵緣》、音樂劇《一屋寶貝》最終回、《一屋寶貝》獲第二十一屆香港舞台劇獎「最佳原創曲詞」
- 2013年：音樂劇《美麗的一天》(改編自舞台劇《小城風光》)、音樂劇圍讀《穿Kenzo的女人》
- 2014年：音樂劇《遇上1941的女孩》經典重演
- 2015年：音樂劇《天堂之後》
- 2016年：音樂劇《仲夏夜之夢》
- 2017年：音樂劇《仲夏夜之夢2.0》、音樂劇《朝暮有情人》於廣州首演、音樂劇圍讀《一水南天》
- 2018年：音樂劇《朝暮有情人》全國西寧、北京、德州、濟南、上海、廈門及廣州站巡演
- 2019年：音樂劇《老子駕到》、音樂劇《朝暮有情人》大灣區珠海、廣州及佛山站巡演
- 2020年：音樂劇《一水南天》
- 2021年：青年原創音樂劇《拾光盛宴》、社區文化大使計劃巡演《我不是垃圾》、音樂劇場《筋肉變態》、賽馬會中樂360《中樂導賞音樂會》、音樂劇《路比和嫲嫲的鐵路5號》
- 2022年：音樂劇圍讀《高加索傳奇》、「飛越桐油的油尖旺II」環境劇場《桐油冰室》、30周年誌慶音樂劇《何年明月歸》、康樂及文化事務署主辦25．35演藝嘉年華《我城．我家》音樂劇
- 2023年：「飛越桐油的油尖旺II」音樂劇社區巡演《當家貓遇上貓》、音樂劇獨腳戲《筋肉太變態》、青年探藝：2022/2023高中生藝術新體驗計劃音樂劇《我不是垃圾》、青少年音樂劇普及展演計劃「音樂劇青熱號！」結業演出《柳暗花明又一穿》、音樂劇《戀愛輕飄飄》大灣區深圳、順德及廣州站巡演、音樂劇《朝暮有情人》大灣區珠海、惠州、東莞及廣州站巡演、「飛越桐油的油尖旺III」音樂劇《三仙碰上十三幺》
- 2024年：音樂劇社區巡演《最後一舞》、音樂劇《朝暮有情人》大灣區深圳及澳門站巡演、音樂劇圍讀《男湯》、音樂劇《戀愛輕飄飄》澳洲悉尼及新加坡站巡演、2023/24大專生藝術通識計劃「音樂劇發現號」結業演出《飛往天際的那夜凌晨》

## 藝術行政人員
- 藝術監製：姚潤敏
- 駐團作曲家：黃旨穎
- 駐團導演：温廸倫
- 駐團編劇：許晉邦
- 駐團作詞家：唐家穎
- 高級經理(營運及節目) ：莫震霖
- 節目及宣傳經理：余澆晴
- 節目主任：羅浩榮
- 行政及節目主任：黎嘉朗^
- 見習助理舞台監督：王諾莜+
- 會計：張惠儀

^藝術行政人員實習計劃由香港藝術發展局資助
+藝術人才見習配對計劃由香港藝術發展局資助